# Guillaume Michel Jérôme Meiffren Laugier
Guillaume Michel Jérôme Meiffren de Laugier, baron de Chartrouse, né le 28 septembre 1772 à Arles (Bouches-du-Rhône) et mort le 27 septembre 1843 dans sa ville natale, est un homme politique français, restaurateur des monuments romains de sa ville, également botaniste et ornithologiste.

## Biographie
Guillaume Michel Jérôme Meiffren Laugier naît le 28 septembre 1772 et est baptisé le 30 du mois en l'église paroissiale Sainte-Croix, dans le quartier de la Roquette d'Arles. Il est le fils de Jacques Meiffren Laugier, avocat, et de Thérèse Pome, fille du docteur en médecine Guillaume Pome.
Pendant la Révolution, il est engagé dans le régiment révolutionnaire des Allobroges. Toutefois, c'est avant tout un propriétaire terrien. Il s'occupe ainsi de botanique et d'ornithologie dans sa terre de Chartrouse, érigée en baronnie en 1811, et possède également, en Camargue, le domaine du Grand Badon et celui du Grand Paty.
Anobli par Napoléon Ier sous le nom de baron de Chartrouse, il se rallie à la Restauration en 1814-1815.
Le Baron de Chartrouse est maire de la ville d'Arles de 1824 à 1830 ainsi que député et conseiller général de 1829 à 1834. 
Lors de son mandat de maire, il se révèle un administrateur conscient de l'importance du patrimoine historique municipal. Il entreprend le déblaiement de l’amphithéâtre dès 1824 et du théâtre antique, l'organisation des musées et de la bibliothèque et les premiers fondements du théâtre municipal. On lui doit également des travaux d'équipement importants :  programme routier (routes de Salon et de Nîmes) et approfondissement du canal d’Arles à Bouc pour assainir la vallée du Rhône sur sa rive gauche.
Il mérite d’être dénommé le restaurateur des monuments antiques, tant son action dans le déblaiement des monuments antiques a été déterminante. C'est par l'exemple lui qui décide à partir de 1822 de faire classer et fouiller les vestiges du Théâtre d'Arles où l'on avait découvert la fameuse Vénus d'Arles aujourd'hui au Louvre.
Il fait paraître, avec Coenraad Jacob Temminck (1778-1858), son Nouveau Recueil de Planches coloriées d'Oiseaux de 1820 à 1839. Cet ouvrage de grand format, rare et cher, décrit environ huit cents espèces d'oiseaux par six cents planches. On considère que c'est Temminck, directeur du Rijksmuseum van Natuurlijke Historie de Leyde, l'auteur de la partie scientifique de l'ouvrage et les espèces nouvelles qui y sont décrites lui sont attribuées.

## Sources
- « Guillaume Michel Jérôme Meiffren Laugier », dans Adolphe Robert et Gaston Cougny, Dictionnaire des parlementaires français, Edgar Bourloton, 1889-1891 [détail de l’édition]